# (2995) Taratuta
(2995) Taratuta est un astéroïde de la ceinture principale qui fut découvert par Nikolaï Tchernykh le 31 août 1978 à l'observatoire d'astrophysique de Crimée.